# Rupert Michell

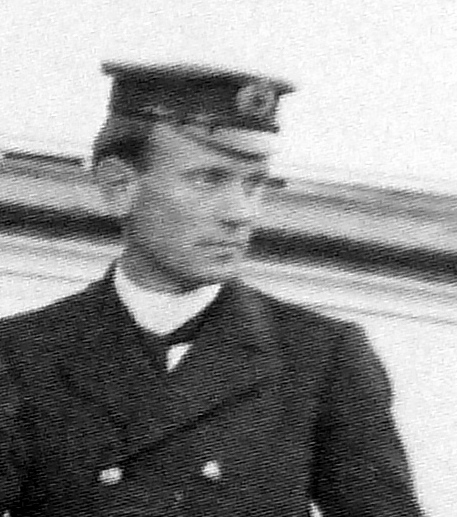
Rupert Michell

Rupert Michell (Perth, 18 oktober 1879 - Ottawa, 20 juli 1966) was een Canadees dokter en poolonderzoeker.

## Biografie
Michell studeerde geneeskunde in Toronto. In 1902 voltooide hij deze studie. In 1906 kreeg hij de kans om in Engeland te gaan werken als scheepsarts. Zo was hij scheepsarts in Democratische Republiek Kongo en Nigeria op tochten langs de Kongo en de Calabar. In 1907 werd hij door poolreiziger Ernest Shackleton uitgenodigd om deel te nemen aan de Nimrod-expeditie op Antarctica.
Na deze expeditie keerde Michell terug naar Canada, waar hij als arts werkte tot 1949. Michell overleed in 1966 op 89-jarige leeftijd.